# American Dust. Prima che il vento si porti via tutto
American Dust. Prima che il vento si porti via tutto (So the Wind Won't Blow It All Away, traducibile in italiano come "così il vento non soffierà via tutto") è un romanzo breve dello scrittore statunitense Richard Brautigan pubblicato nel 1982.
È il nono e ultimo romanzo pubblicato da Brautigan prima del suo suicidio, avvenuto nel 1984.

## Storia editoriale
L'autore iniziò a scrivere il romanzo nel giugno del 1979, rielaborando nella stesura parte del materiale già presente nella bozza dell'opera The Pond People of America. Il titolo fu cambiato in So the Wind Won't Blow It All Away, ispiratogli da una canzone che aveva avuto modo di ascoltare più volte l'estate dell'anno precedente. L'opera, nella sua prima edizione, non ottenne recensioni positive da parte della critica e vendette meno di quindicimila copie; il suo pessimo risultato editoriale segnò la fine del successo di Brautigan come scrittore.
Il romanzo ruota intorno alla morte di un ragazzo colpito accidentalmente da un proiettile in una cittadina dell'Oregon nel 1948. Sebbene Brautigan non abbia mai confermato il fatto, da alcune sue dichiarazione sembrerebbe che la vicenda possa essere collegata ad eventi realmente accaduti allo scrittore, allora tredicenne.
Il romanzo è stato pubblicato per la prima volta in Italia con il titolo American Dust. Prima che il vento si porti via tutto, ripubblicato nel 2017 senza il sottotitolo (American Dust).

## Trama
(Richard Brautigan, American Dust. Prima che il vento si porti via tutto)
Il narratore, un uomo quarantaquattrenne del 1979, racconta le vicende avvenute quando aveva dodici anni e viveva con la madre in un paesino dell'Oregon. Attraverso digressioni e salti temporali, viene narrata la vicenda clou, che segnerà il passaggio dall'adolescenza all'età adulta del ragazzo.
Il ragazzo era attratto dalle persone anziane e amava ascoltare i loro racconti; uno di questi era un vecchio che viveva in una baracca in riva ad uno stagno e che metteva paura a tutti, ma non al protagonista. Quando aveva quattro anni, durante una delle tante peregrinazioni con la madre, che viveva grazie ai sussidi statali, senza relazioni stabili e sempre in movimento di casa in casa, aveva vissuto per un breve periodo vicino ad una cappella funeraria; il bambino amava svegliarsi la mattina presto per assistere di nascosto, sbirciando da una finestra della casa, ai funerali di sconosciuti. A dodici anni amava osservare una coppia che tutte le sere scaricava dei mobili sulla riva dello stagno, come arredando un immaginario salotto, per poi iniziare a pescare una quantità enorme di pesci, senza tuttavia mangiarli, bensì cucinando carne. Il motivo del rituale sfugge al ragazzo e al suo amico, di poco più grande, conosciuto da poco. L'amico ha un incubo ricorrente che lo ossessiona e che racconta solo al protagonista: si sveglia sempre terrorizzato, senza mai riuscire a ricordare il sogno.
Il 17 febbraio 1948 avviene l'evento cruciale: invece di comprare un hamburger, il protagonista acquista dei proiettili per il suo fucile. Con l'amico vanno a sparare in un frutteto abbandonato. Per errore il ragazzo colpisce l'amico uccidendolo. La decisione di aver scelto i proiettili al posto dell'hamburger, lo ossessionerà per anni.

## Opere derivate
L'opera è stata adattata cinematograficamente nel cortometraggio omonimo diretto da Paul Swensen, proiettato al New York Independent Film Festival nel 2001.

## Edizioni
- (EN) Richard Brautigan, So the Wind Won't Blow It All Away, 1ª ed., New York, Delacorte Press/Seymour Lawrence, 1982, ISBN 9780440081951.
- Richard Brautigan, American Dust. Prima che il vento si porti via tutto, traduzione di Enrico Monti, Milano, Isbn Edizioni, 2005, ISBN 9788876380204.
- Richard Brautigan, American Dust. Prima che il vento si porti via tutto, traduzione di Enrico Monti, Milano, Isbn Edizioni, 2012, ISBN 9788876383939.
- Richard Brautigan, American Dust, traduzione di Luca Briasco, Roma, Minimum fax, settembre 2017, ISBN 9788875218270.